# La peña de los Parra, vol. I
La peña de los Parra, vol. I es un álbum en directo lanzado en Chile en 1969, que corresponde al tercero de los trabajos que se produjeron en torno a la Peña de los Parra, famosa peña folclórica chilena abierta en 1965 en Santiago por los hermanos Isabel y Ángel Parra, hijos de Violeta Parra.
En este disco participan Isabel y Ángel como solistas, así como juntos en su dúo Isabel y Ángel Parra, además de la banda Chagual, amadrinada por Violeta. La primera y última canciones están interpretadas por varios artistas que frecuentaban la peña.

## Lista de canciones
| Lado A |                           |                        |                      |          |  |
| N.º    | Título                    | Música                 | Intérpretes          | Duración |  |
| 1.     | «Coplas folklóricas»      | tradicional chilena    | Los de la Peña       | 3:26     |  |
| 2.     | «México 68»               | Ángel Parra            | Ángel Parra          | 3:42     |  |
| 3.     | «Las coplas del vino»     | Ángel Parra            | Isabel y Ángel Parra | 2:23     |  |
| 4.     | «El rin»                  |                        | Chagual              | 2:08     |  |
| 5.     | «El cantar tiene sentido» | tradicional venezolana | Isabel Parra         | 3:10     |  |
| 6.     | «Los pueblos americanos»  | Violeta Parra          | Isabel y Ángel Parra | 1:45     |  |
| 16:34  |                           |                        |                      |          |  |

| Lado B |                                |                              |                      |          |  |
| N.º    | Título                         | Música                       | Intérpretes          | Duración |  |
| 7.     | «Zumba que zumba»              | tradicional venezolana       | Isabel y Ángel Parra | 2:57     |  |
| 8.     | «Guitarra en duelo mayor»      | Nicolás Guillén, Ángel Parra | Ángel Parra          | 3:16     |  |
| 9.     | «La lavandera»                 | Violeta Parra                | Isabel Parra         | 3:28     |  |
| 10.    | «Canto de llegada a La Tirana» |                              | Chagual              | 3:22     |  |
| 11.    | «A desalambrar»                | Daniel Viglietti             | Isabel y Ángel Parra | 2:37     |  |
| 12.    | «Pájaro madrugador»            | Ángel Parra                  | Los de la Peña       | 2:00     |  |
| 17:40  |                                |                              |                      |          |  |